# Phare de Paard van Marken
Le phare  Paard van Marken ou phare de Marken est un phare actif situé au bout de la péninsule de Marken sur la commune de Waterland, province de Hollande-Septentrionale aux Pays-Bas.
Il est géré par le Rijkswaterstaat , l'organisation nationale de l'eau des Pays-Bas.
Il est classé monument national en 1970 par l'Agence du patrimoine culturel des Pays-Bas .

## Histoire
La tour primitive a été construite en 1699-1700, en même temps que le phare De Ven et celui de Durgerdam. Ces trois phares marquaient le trajet entre la mer des Wadden et Amsterdam sur la rive de l'IJsselmeer. Au-dessus de l'entrée se trouve un cartouche avec les noms des fondateurs. Il est situé à l'extrémité est de l'île de Marken, dans le Markermeer, à environ 30 km au nord-est d'Amsterdam. L'île est accessible par une chaussée.
De ces trois tours, seul De Ven est encore en service, les deux autres ont été remplacés au 19e siècle par des tours en fonte. Ces trois phares ont bénéficié d'une invention de luminaire de Jan van der Heyden déjà utilisé à Amsterdam. Le père et le fils Van der Heyden ont fourni le matériel pour les trois phares.
En 1839, la tour carrée en pierre a été remplacée par une tour circulaire en fonte sur l’ancienne fondation. Plus tard, un bâtiment technique en brique a été construit contre le phare. En 1814, la tour reçut une cloche de brouillard. En 1919, elle a été remplacée par une corne de brume.
Le phare souffre régulièrement de glace en dérive. En hiver, les vents du nord-est entraînent de la glace sur l'IJsselmeer en direction du phare, mettant parfois en danger les bâtiments.La maison du gardien d'origine a été détruite par la glace en 1879, la maison du gardien actuel a été lourdement endommagée en 1900 et, en 1971, la glace a atteint le toit de la maison du gardien. En 1971, la situation était telle que la tour fut repoussée à quelques centimètres de sa place. La lanterne a été remplacée en 1992 et la corne de brume a été désactivée en 2001. Actuellement, le phare est toujours habité par Jullie Willen la registraire des mariages  des localités voisines.

## Description
Ce phare  est une tour circulaire  en fonte, avec une galerie et une lanterne de 15,5 m de haut, attenante à une maison de gardien de deux étages. La tour est peinte en blanc et la lanterne est rouge. Son feu à occultations émet, à une hauteur focale de 16 m, un éclat blanc, de 6 secondes par période de 8 secondes. Sa portée est de 9 milles nautiques (environ 17 km).
Identifiant : ARLHS : NET-017 ; NL-1684 .

## Caractéristique dufeu maritime
Fréquence : 8 secondes (W)
- Lumière : 6 secondes
- Obscurité : 2 secondes

|        |
| Blason |

|          |
| Le phare |

|          |
| Le phare |

### Lien connexe
- Liste des phares des Pays-Bas